# Oliver Lekeaka
Oliver Lekeaka, dit Field Marshall, né en décembre 1968 à Azi dans la région du Sud-Ouest du Cameroun et mort le 12 juillet 2022 à Menji dans la même région du même pays, est un soldat puis chef de guerre séparatiste camerounais, commandant du groupe armé Red Dragon. Son groupe armé fait partie du Conseil d'autodéfense de l'Ambazonie (CAA), faiblement structurée, et est fidèle au gouvernement intérimaire de l'Ambazonie.
Tout au long de sa carrière de chef de guerre séparatiste, il est donné pour mort par l'armée camerounaise à trois reprises. Il est tué le 12 juillet 2022, sans que l'on sache s'il a été tué par l'armée ou dans le cadre d'une lutte interne entre séparatistes.

## Biographie

### Enfance et engagement dans l'armée
Oliver Lekeaka naît en décembre 1968 à Azi, dans la région du Sud-Ouest du Cameroun. Selon des proches, c'était un « garçon obéissant », mais il n'a pas terminé sa scolarité en raison de mauvaises notes. Il finit par s'engager dans l'armée camerounaise, faisant partie de son unité d'élite, le Bataillon d'intervention rapide (BIR).

### Rôle dans la crise anglophone au Cameroun
Avec le déclenchement du conflit armé dans les régions anglophones du Cameroun fin 2017, Oliver Lekeaka déserte son poste dans l'armée et rejoint le camp séparatiste, étant le premier insurgé à attaquer des positions militaires, dans la région du Sud-Ouest. En devenant un commandant chevronné, il est devenu le chef de guerre le plus puissant du département du Lebialem, dans la région du Sud-Ouest. En raison notamment de sa topographie, le département est devenu un champ de bataille clé dans le conflit. Les forces armées camerounaises ont du mal à affronter les séparatistes dans ce territoire. Oliver Lekeaka est donc devenu un général de premier plan pour les séparatistes, ainsi qu'une cible prioritaire pour les autorités camerounaises. Journal du Cameroun le décrit comme la « bête noire » de l'armée camerounaise. Son frère rejoint également les séparatistes en tant que porte-parole et coordinateur politique.
Le 31 décembre 2018, l'armée camerounaise affirme avoir tué Oliver Lekeaka. Ces informations se révèlent fausses lorsqu'il réapparaît dans une vidéo une semaine plus tard.
En août 2019, sa mère et sa sœur sont arrêtées à Yaoundé. Les autorités les accusent d'avoir caché l'argent d'une rançon, obtenue par le groupe Red Dragon lors d'une prise d'otage. Leurs avocats affirment qu'ils n'ont plus aucun contact avec Oliver Lekeaka. Ce dernier affirme que le gouvernement a emprisonné son meilleur ami et sa femme. La mère d'Oliver Lekeaka est libérée le 20 novembre 2019, tandis que sa sœur est transférée à la prison centrale de Kondengui. Le 1er octobre 2019, après avoir chassé les chefs traditionnels du Lebialem, Oliver Lekeaka se proclame « chef suprême » ou « roi du Lebialem ». Il se prend également en photo avec des vêtements similaires à ceux portés par les chefs traditionnels locaux. Cet acte suscite l'indignation des loyalistes camerounais et des autres rebelles. Un porte-parole séparatiste, Tapang Ivo Tanku, le qualifie « d'abus de pouvoir excessif et de violation de la culture ». L'autoproclamation d'Oliver Lekeaka en tant que monarque provoque également des raids militaires dans la région pour le capturer ou le tuer. Bien qu'ils n'aient pas trouvé Oliver Lekeaka, les raids font des victimes des deux côtés.
Lorsque la crise du leadership ambazonien éclate cette même année, le groupe armé d'Oliver Lekeaka plaide la loyauté envers le gouvernement intérimaire de Samuel Ikome Sako. À un moment donné, Oliver Lekeaka est devenu le chef de l'ensemble du Conseil d'autodéfense de l'Ambazonie. Oliver Lekeaka affirme que son groupe est la plus grande milice séparatiste active. Le chercheur R. Maxwell Bone, spécialiste des réseaux d'information régionaux intégrés, le décrit comme le « principal atout militaire » des loyalistes de Samuel Ikome Sako. Cependant, à mesure que le conflit entre les séparatistes s'intensifie, Oliver Lekeaka est de plus en plus critiqué par les séparatistes opposés à Samuel Ikome Sako, comme l'activiste Mark Bareta.

#### Déclin du groupe armé Red Dragon
En janvier 2022, les Forces de Restauration de l'Ambazonie (FRA) commencent à se fracturer, des conflits éclatant entre leurs membres. Plusieurs commandants du groupe de coordination, dont le général No Pity et le général Mad Dog, entrent en conflit avec d'autres membres de la coalition.
Les luttes intestines se sont intensifiées en février 2022, lorsque le gouvernement intérimaire en exil s'est divisé après la destitution de son chef Samuel Ikome Sako. Le général Mad Dog commence à attaquer les forces d'Oliver Lekeaka. Dans les semaines qui suivent, le groupe Red Dragon perd de nombreux hommes. Selon Bareta News, le groupe est réduit à une trentaine de combattants. Au cours des combats, Oliver Lekeaka aurait été blessé au combat et se serait caché au Nigeria ou dans le département Lebialem.

### Mort
Les forces armées camerounaises, y compris le BIR, auraient localisé Oliver Lekeaka à Menji et organisé un raid le 12 juillet 2022. Selon le gouvernement camerounais, Oliver Lekeaka et l'un de ses gardes sont tués au cours de l'attaque, tandis que les autres combattants du Red Dragon prennent la fuite. Des photos d'un corps sans vie sont ensuite été publiées sur les réseaux sociaux, qui semblent correspondre à celui d'Oliver Lekeaka. Cependant, le site d'information Camerooon Info souligne qu'Oliver Lekeaka avait été déclaré mort à trois reprises avant ce raid, ce qui a conduit certains séparatistes à mettre en doute sa mort. Les séparatistes confirment finalement sa mort. Selon son frère Chris Anu, Oliver Lekeaka est tué par un initié qui a ensuite informé les forces armées camerounaises de l'emplacement du corps. Le gouvernement camerounais expose ensuite le cadavre d'Oliver Lekeaka en public pour « dissuader les rebelles et mettre en garde les jeunes contre l'adhésion à leur cause ».